# Dan the Dyna-Mite
Dan the Dyna-Mite è un personaggio immaginario, un supereroe adolescente pubblicato dalla DC Comics. Fu la giovane spalla di TNT, e fu creato da Mort Weisinger e Hal Sharp per la DC Comics. TNT e Dyna-Mite fecero il loro debutto in World's Finest Comics n. 5 e furono i protagonisti di Star-Spangled Comics dal n. 7 al n. 23.

## Storia del personaggio
Danny Dunbar fu il pupillo di Thomas N. Thomas, un professore di una scuola superiore che insegnava chimica ed educazione fisica.
Una sera mentre Thomas e Dunbar lavoravano ad un esperimento, la mano di Thomas accidentalmente toccò quella di Dunbar e sia il professore che lo studente si ritrovarono più "energizzati". Thomas capì che entrambi avevano assorbito una parte delle sostanze chimiche con cui stavano lavorando. Toccandosi, Thomas e Dunbar si caricavano di una sconosciuta forma di energia e possedevano brevemente dei poteri super umani.
Decisero di non rivelare la loro scoperta pubblicamente per paura che fosse utilizzata per fini sbagliati. Invece, utilizzarono i loro nuovi super poteri per combattere il crimine come eroi mascherati. Thomas si fece conoscere come T.N.T. e Dunbar come Dan the Dyna-Mite, e entrambi si unirono alla All-Star Squadron in tempo di guerra. Sia Thomas che Dunbar indossavano i "dyna-anelli". Facendo combaciare gli anelli, Thomas e Dunbar innescavano una reazione chimica che conferiva loro i super poteri.
Nell'aprile 1942, TNT e Dyna-Mite si batterono contro i sabotatori nazisti che stavano cercando di far saltare in aria una diga in Colorado.Quando i sabotatori scapparono con una macchina, il duo li inseguì nella loro auto. Uno dei proiettili sparati dai malfattori colpì uno pneumatico dell'automobile guidata dai due eroi, facendola sbandare, sbattere e mandandola in fiamme. Il giovane eroe Iron Munro tirò T.N.T. e Dyna-Mite fuori dalle rovine. T.N.T. era già morto, e il suo spirito fu portato via dalla valchiria Gruda degli Axis Amerika. Munro riuscì a portare Dyna-Mite all'ospedale, dove fu ricoverato.
Dnny fu addolorato, ma si riprese quando il Presidente Roosevelt richiese che lui e gli altri membri dell'All-Star Squadron intraprendessero un tour in giro per il paese per incoraggiare la chiamata alle armi. La sua depressione si fece più pressante a causa della sua realizzazione che, senza T.N.T., non poteva più ottenere i suoi poteri. Presto, Danny imparò che poteva ottenerli lo stesso, indossando i due anelli contemporaneamente e facendoli combaciare.
Nel suoi "anni d'oro", Dan si unì ai suoi amici d'infanzia Neptune Perkins, Doiby Dickles, Merry Pemberton ed i Gemelli Tornado per formare la "Old Justice". Erano tutti ex spalle di supereroi. Abolivano i gruppi di supereroi adolescenti e le teste calde della Young Justice numerose volte. Durante il corso della storia Sins of Youth, occorse una manifestazione di questo numero nella DC. Fu attaccato e dozzine di supereroi adulti divennero giovani ed i membri della Young Justice divennero adulti. La Old Justice, non infettata, si ritrovò a dover tenere a bada il caotico gruppo di giovani eroi, con l'aiuto della ora adulta Young Justice. Lavorando temporaneamente fuori dal quartier generale della Justice League a Happy Harbor, ognuno ebbe a che fare con Klarion il Ragazzo Mago, altri super criminali adolescenti e dozzine di mostri creati magicamente. Si arrivò alle mani facili in una feroce battaglia sui campi innevati del complesso scientifico in Alaska. Alla fine dell'avventura, una volta che Klarion fu arrestato e che gli eroi furono riportati alla normalità, la Old Justice capì che la Young Justice era formata da validi eroi.

## Poteri
Come per il suo mentore, possedeva un anello che controllava i suoi poteri, rilasciandoli solo quando venivano entrambi in contatto. Originariamente indossava solo uno degli anelli, ma dopo che il suo mentore morì, scoprì di poter indossare entrambi gli anelli e che poteva rilasciarne il potere facendoli combaciare.

## Dyno-Mite Dan
False riproduzioni funzionanti degli anelli furono messi in un'asta online da un personaggio che voleva essere un supereroe, di nome Dyno-Mite Dan (Harris D. Ledbetter). Comparve solo una volta, dopo essersi unito ai nuovi Sette Soldati della Vittoria di Vigilante di breve durata. Tutti i membri di questo gruppo furono trucidati dagli Dei della Messa Miracolosa (gli Sheeda).

## Altre versioni
Nella miniserie Elseworld intitolata The Golden Age di James Robinson e Paul Smith, T.N.T. fu ucciso in un incidente, e Daniel Dunbar fu altamente depresso. Si prestò volontariamente ad un esperimento governativo (facendo cader su di lui una bomba atomica) che lo trasformò nel potente Dynaman, che possedeva una vasta forza super umana, resistenza ed il potere di volare. Tuttavia, fu successivamente rivelato nella miniserie, che Ultra-Humanite rimosse il cervello di Dunbar e lo rimpiazzò con quello di Adolf Hitler. I membri della Justice Society of America e dell'All-Star Squadron uniti sconfissero Dynaman in una battaglia colossale a Washington.

## Alcune comparse
- Secret Files & Origins Guide to the DC Universe 2000 n. 1;
- Star-Spangled Comics dal n. 7 al n. 23;
- Young Justice dal n. 16 al n. 20;
- Young Justice: Sins of Youth n. 1 e 2;